# Quadrans Muralis

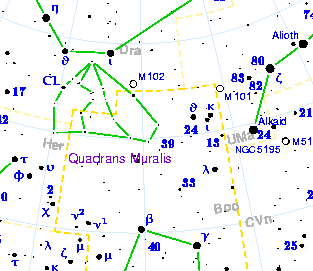
Mapa da constelação obsoleta Quadrans Muralis

Quadrans Muralis (latim para quadrante mural) foi uma constelação criada por Jérôme Lalande em 1795.
Estava localizada entre as constelações de Boötes e Draco, perto da cauda da Ursa Major. Já não é utilizada actualmente, mas a chuva de meteoros Quadrântidas ganhou o seu nome.